# Antenor Gargalhada
Antenor Santíssimo de Araújo, conhecido como Antenor Gargalhada (Rio de Janeiro, 1909 – Rio de Janeiro, 1941), foi um compositor de música popular brasileira. Foi um dos principais autores de samba na década de 1930, tendo sido um dos fundadores da escola de samba Azul e Branco, embrião da atual Acadêmicos do Salgueiro.

## Biografia
É referenciado como um dos compositores que surgiram nos primórdios das escolas de samba no Rio de Janeiro. Antenor fundou a Azul e Branco do Salgueiro após uma dissidência de um bloco chamado Terreiro Grande.
Como integrante da Azul e Branco, foi compositor e diretor de harmonia. Foi escolhido como o Cidadão Samba de 1938, importante concurso organizado pela imprensa carioca.
Como compositor, destaca-se a música Eu Agora Fiquei Mal, em parceria com Noel Rosa, de 1931. Também compôs Asas do Brasil para a Azul e Branco no carnaval de 1938, sendo um dos primeiros sambas-enredo. O tema homenageava o aviador Santos Dumont.
Foi autor de músicas como Amanhecer e O Morro é Completo. Escreveu também Arrependimento, que foi completada postumamente por João Melo.
Morreu em 1941, aos 32 anos, vítima de tuberculose.
Violeta Cavalcanti gravou, em 1945, o samba Cheque à Granel, parceria de Antenor Gargalhada com Ernani Alvarenga e Paquito.

Em 1974, Geraldo Babão o homenageou com a música Homenagem a Antenor Gargalhada. Em 1978, o volume  da série de álbuns História das escolas de samba, da Rio Gráfica Editora, trouxe as músicas  Nega, o que queres de mim, Amanhecer, O morro é completo e Arrependimento cantadas pelo Coral Samba Livre.